# 直接投資
直接投資（ちょくせつとうし、英: direct investment）とは、企業が株式取得、工場を建設し事業を行うことを目的として投資することである。配当や金利といったインカム・ゲイン、売却益といったキャピタル・ゲインを得ることを目的とした投資（間接投資や証券投資）に対する概念である。
対外直接投資は、外国の企業に対して、永続的な権益を取得する（経営を支配する）ことを目的に行われる投資である。日本では、日本企業による海外の企業に対する直接投資を対外直接投資（outward direct investment）、海外の企業による日本企業に対する直接投資を対内直接投資（inward direct investment）というが、これらは法律上の用語で、一般にはそれぞれ海外直接投資（foreign direct investment）、対日直接投資といわれることが多い。

## 定義
国際収支統計について定めたIMF国際収支マニュアルでは、直接投資は親会社が投資先の企業の普通株または議決権の10%以上を所有する場合、もしくはこれに相当する場合を直接投資であると定義している。株式の10%を所有することと、実際にその企業の経営を支配する意思があるかどうかというのは、同じレベルの問題ではないが、決めの問題としてそう決めたということである。
具体的に直接投資として認識される投資とは、海外の投資先の企業に対する株式の取得、貸付、債券保有、不動産の取得、海外子会社の再投資収益などである。形態的には、いわゆるM&Aの他、新規に法人を設立する場合（グリーンフィールド投資）を含む。
日本では、外国為替及び外国貿易法（外為法）において、次のように対内直接投資を定義している。
1. 日本の上場会社、店頭公開会社の株式の取得で、株式所有比率（親会社、子会社、その役員等の所有株式を含む）が10%以上となるもの。
2. 日本の非上場会社の株式又は持分の外国投資家以外からの取得
3. 個人が居住者であるときに取得した日本の非上場会社の株式又は持分を、非居住者となった後に外国投資家に譲渡すること
4. 日本企業の株式又は出資の金額の3分の1以上を保有する場合に、その会社の事業目的の実質的な変更について同意すること（例えば、株主総会において、定款変更について賛成投票をすることなど）
5. 日本に支店、工場その他の営業所を設置し、又はその種類や事業目的を実質的に変更すること
6. 日本企業に対する1年を超える期間の金銭の貸し付けで、貸付金額が1億円（貸付期間が5年超の場合）又は2億円（貸付期間が5年以下の場合）を超えるもの（金融機関が業務上行う貸し付けや、非居住者個人でも外国法人でもない外国投資家が円貨で行う貸し付けを除く）
7. 特定の態様による日本企業の社債の取得
8. 特殊法人等の発行する出資証券の取得

また、同法において、対外直接投資は次のように定義されている。
1. 外国企業の株式の取得で、株式所有比率が10%以上となるもの。
2. 出資比率10%以上の外国子会社の株式の取得又は金銭の貸付け（貸付期間が1年を超える場合）
3. 役員の派遣、長期にわたる原材料の供給その他永続的な関係がある外国企業の株式の取得又は金銭の貸付け（貸付期間が1年を超える場合）
4. 外国における支店、工場等の設置・拡張に係る資金の支払い

## 海外直接投資の意義
金利・配当収入等を目的とした間接投資と異なり、海外直接投資は経営の実質的な部分が国境を越えて動くため、両国の経済に与える意味が大きい。具体的には、
- 製造業や流通業などのグリーンフィールドでの投資は、雇用創出効果が大きい。
- 現地への技術移転が期待できる（特に先進国から開発途上国への投資の場合）。
- 外国の進んだ経営手法が直接投資を通じて流入する。日本においても、「カテゴリー・キラー」といわれるアメリカの大手流通産業が1990年代以降日本に進出したことが、日本の流通業界の経営に大きな影響を与えた。また、ルノーが日産自動車を買収し、カルロス・ゴーン社長が日産の建て直しを成功させた。
- 製造業の直接投資により、それまで輸入していた製品を国内で製造できるようになり、さらに輸出産業に発展できれば、経常収支の改善が期待できる。

経済学者の原田泰、大和総研は「新興国が投資主導型成長を持続させるため、外資（外国企業・銀行・投資家）が果たしてきた役割は軽視できない。例えば、生産拠点の移転に伴う先進国企業による直接投資である」と指摘している。
経済学者の円居総一は「高い投資は高い貯蓄を生むという結果から、東アジア・かつての日本の高成長の源泉は、高貯蓄が高い投資を実現させたとする見解があり、誤解を生んできた。国内の貯蓄が不足する発展途上国の経済が、国外からの資本借り入れで成長してきた事実、例えば東アジアが国外からの資本借り入れを国内の輸出産業の育成に充て、輸出主導で経済を発展させたという事実からそれは明らかである」と指摘している。
これらのように、直接投資を受け入れることによるメリットは大きいため、日本を含む主要国は、政策として直接投資の受入を積極的に行っている。つまり、対内直接投資が資本自給率を下げ、通商政策に悪影響する問題が無視されている。現に、わが国で「国際収支統計」と「対外及び対内直接投資状況」に大別されていた直接投資に関する統計は、後者が平成16年度分をもって廃止され、「国際収支統計」に統合された。
さすがに対外直接投資は国内産業の空洞化を促進すると考えられることが多く、政策的に促進する国は少ない。日本では、1980年から1990年にかけて欧米諸国との貿易摩擦が激しかった時代に、政治的な配慮もあり、官民を上げて欧米への製造業の直接投資を推進していた。2014年現在、アメリカの自動車メーカーの業績が不振であるのに、日本に対する批判が起こらないのは、日本のメーカーがアメリカでの現地生産を定着させていることが要因のひとつと考えられている。
対外直接投資は、その国で生まれ出されたはずの生産・雇用を生み出さないという意味で、生産・雇用の減少をもたらす。経済学者の岩田規久男は「対外直接投資の増加は、日本の未熟練労働者の賃金を抑制する要因となる」と指摘している。
経済学者の松原聡は「日本の金融機関が資金不足によって、アジアの国々などに融資できなくなると、アジアの国々の経済は悪化する」と指摘している。

## 動向
国連によると、世界の直接投資受け入れ総額は、2006-2008年平均で1990-1992年平均の10倍以上に拡大している。
2007年末時点で、外資系企業による対中直接投資額は7754億ドルとなった。
アメリカの直接投資額は、1980年は192億ドルであったが2000年には1524億ドルとなっている。
日本国外から日本への直接投資は、2007年で対GDP比で3%にとどまっている（イギリス約45%、アメリカ約14%）。
2008年の日本の対中投資額は36.5億ドルであり、第2の投資国となっている。
2010年の日本の対中直接投資は42億ドルとなり、香港、台湾、シンガポールについで4位となった。
2013年度については日本の経済#外国からの直接投資を参照されたい。
2015年7月、マレーシアで直接投資を業とする国策会社1MDBをめぐる汚職事件が世界へ発信された。シンガポール当局がUBSに資金洗浄規則違反で処分を下した。この事件は欧州の国際金融市場と密接に関係しており、捜査はスイス・ルクセンブルク当局が互いに相手国の不祥事を洗っている。そして、実業家のKhadem al-Qubaisi が、パナマ文書に載っているオフショア会社を経由し、ジュネーヴに本店があるエドムンド・ド・ロスチャイルド銀行のルクセンブルク支店で口座を開設したことが分かった。